# Прямоугольная система координат
Прямоуго́льная (дека́ртова) систе́ма координа́т — прямолинейная система координат с взаимно перпендикулярными координатными осями на плоскости или в пространстве. Часто используемая система координат. Просто обобщается для пространств любой размерности.
Связанные термины: декартовой обычно называют прямоугольную систему координат с одинаковыми масштабами по осям (названную так по имени Рене Декарта), а общей декартовой системой координат называют аффинную систему координат (не обязательно прямоугольную).

## История
Впервые прямоугольную систему координат ввёл в науку Рене Декарт в своей работе «Геометрия» в 1637 году. Он первый применил понятие координат для исследования и решения многих геометрических задач. Поэтому прямоугольную систему координат обычно называют также декартова система координат (хотя современный термин прямоугольная система координат не во всём соответствует тому, что вкладывал в это понятие сам Декарт.
Как абсциссы, так и ординаты у Декарта были всегда величинами положительными независимо от направления соответствующих отрезков. Различие направлений на осях знаками «+» и «−» было введено позднее его учениками.
Координатный метод описания геометрических объектов положил начало аналитической геометрии. Вклад в развитие координатного метода внёс также Пьер Ферма, однако его работы, касающиеся координатного метода, были впервые опубликованы уже после его смерти.
Системы декартовых координат при дальнейшем развитии науки сыграли важную роль в становлении дифференциального и интегрального исчисления, развитого Исааком Ньютоном и Готфридом Лейбницем.
Двухкоординатное описание плоскости позднее было обобщено в понятие векторных пространств.
Декарт и Ферма применяли координатный метод только на плоскости. Применение координатного метода в трёхмерном пространстве впервые использовали Клеро и Эйлер в XVIII веке.
Единичные векторы были впервые использованы, по-видимому, Уильямом Гамильтоном и Джеймсом Максвеллом.

## Прямоугольная система координат на плоскости
Прямоугольная система координат на плоскости образуется двумя взаимно перпендикулярными осями координат {\displaystyle X'X} и {\displaystyle Y'Y}. Оси координат пересекаются в точке {\displaystyle O}, которая называется началом координат, на каждой оси выбрано положительное направление.
Положение точки {\displaystyle A} на плоскости определяется двумя координатами {\displaystyle x} и {\displaystyle y}. Координата {\displaystyle x} равна длине отрезка {\displaystyle OB}, координата {\displaystyle y} — длине отрезка {\displaystyle OC} в выбранных единицах измерения. Отрезки {\displaystyle OB} и {\displaystyle OC} определяются линиями, проведёнными из точки {\displaystyle A} параллельно осям {\displaystyle Y'Y} и {\displaystyle X'X} соответственно.
При этом координате {\displaystyle x} приписывается знак минус, если точка {\displaystyle B} лежит на луче {\displaystyle OX'} (а не на луче {\displaystyle OX}, как на рисунке 2). Координате {\displaystyle y} приписывается знак минус, если точка {\displaystyle C} лежит на луче {\displaystyle OY'}. Таким образом,{\displaystyle OX'} и {\displaystyle OY'} являются отрицательными направлениями осей координат (каждая ось координат рассматривается как числовая ось).
Ось {\displaystyle X'X} называется осью абсцисс (лат. abscissus — букв. «отрезанный, отделённый»), а ось {\displaystyle Y'Y} — осью ординат (лат. ordinatus — букв. «упорядоченный, установленный в определённом порядке»). Координата {\displaystyle x} называется абсцисса точки {\displaystyle A}, координата {\displaystyle y} — ордината точки {\displaystyle A}.
Символически это записывают так:
{\displaystyle A(x,\;y)},
или:
{\displaystyle A=(x,\;y)},
или указывают принадлежность координат конкретной точке с помощью индекса:
{\displaystyle x_{A},x_{B}},
и т. д.
- В правосторонней системе координат положительное направление осей выбирают так, чтобы при направлении оси {\displaystyle Y'Y} вверх, ось {\displaystyle X'X} смотрела направо. Обычно принято пользоваться правосторонними системами координат (если обратное не оговорено или не очевидно — например, из чертежа; иногда по каким-то соображениям бывает удобнее всё же пользоваться левосторонней системой координат).
- Четыре угла (I, II, III, IV), образованные осями координат {\displaystyle X'X} и {\displaystyle Y'Y,} называются координатными углами, четвертями или квадрантами <плоскости> (см. рисунок 2).
  - Точки внутри координатного угла I имеют положительные абсциссы и ординаты.
  - Точки внутри координатного угла II имеют отрицательные абсциссы и положительные ординаты.
  - Точки внутри координатного угла III имеют отрицательные абсциссы и ординаты
  - Точки внутри координатного угла IV имеют положительные абсциссы и отрицательные ординаты.

## Прямоугольная система координат в пространстве
Прямоугольная система координат в пространстве (в этом параграфе имеется в виду трёхмерное пространство, о более многомерных пространствах — см. ниже) образуется тремя взаимно перпендикулярными осями координат {\displaystyle OX,} {\displaystyle OY} и {\displaystyle OZ.} Оси координат пересекаются в точке {\displaystyle O,} которая называется началом координат, на каждой оси выбрано положительное направление, указанное стрелками, и единица измерения отрезков на осях. Единицы измерения обычно (не обязательно) одинаковы для всех осей. {\displaystyle OX} — ось абсцисс, {\displaystyle OY} — ось ординат, {\displaystyle OZ} — ось аппликат.
Положение точки {\displaystyle A} в пространстве определяется тремя координатами {\displaystyle x,} {\displaystyle y} и {\displaystyle z.} Координата {\displaystyle x} равна длине отрезка {\displaystyle OB,} координата {\displaystyle y} — длине отрезка {\displaystyle OC,} координата {\displaystyle z} — длине отрезка {\displaystyle OD} в выбранных единицах измерения. Отрезки {\displaystyle OB,} {\displaystyle OC} и {\displaystyle OD} определяются плоскостями, проведёнными из точки {\displaystyle A} параллельно плоскостям {\displaystyle OYZ,} {\displaystyle OXZ} и {\displaystyle OXY} соответственно.
Координата {\displaystyle x} называется абсциссой точки {\displaystyle A,}
координата {\displaystyle y} — ординатой точки {\displaystyle A,}
координата {\displaystyle z} — аппликата (лат. applicata — прилегающая) точки {\displaystyle A}.
Символически это записывают так:
{\displaystyle A(x,\;y,\;z),}
или
{\displaystyle A=(x,\;y,\;z),}
или привязывают запись координат к конкретной точке с помощью индекса:
{\displaystyle x_{A},\;y_{A},\;z_{A},}
и т. п.
Каждая ось рассматривается как числовая прямая, то есть имеет положительное направление, а точкам, лежащим на отрицательном луче приписываются отрицательные значения координаты (расстояние берется со знаком минус). То есть, если бы, например, точка {\displaystyle B} лежала не как на рисунке 3 — на луче {\displaystyle OX,} а на его продолжении в обратную сторону от точки {\displaystyle O} (на отрицательной части оси {\displaystyle OX,}) то абсцисса {\displaystyle x} точки {\displaystyle A} была бы отрицательной (минус расстоянию {\displaystyle OB.}) Аналогично и для двух других осей.
Все прямоугольные системы координат в трехмерном пространстве делятся на два класса — правые (также используются термины положительные, стандартные) и левые. Обычно по умолчанию используются правые координатные системы, а при их графическом изображении ещё и располагают их, если можно, в одном из нескольких обычных (традиционных) положений, на рисунке 3 изображена правая координатная система в традиционном расположении. Правую и левую системы координат невозможно поворотами совместить так, чтобы совпали соответствующие оси (и их направления). Определить, к какому классу относится какая-либо конкретно взятая система координат, можно, используя правило правой руки, правило винта, правило буравчика и т. п. (положительное направление осей выбирают так, чтобы при повороте оси {\displaystyle OX} против часовой стрелки на 90° её положительное направление совпало с положительным направлением оси {\displaystyle OY,} если этот поворот наблюдать со стороны положительного направления оси {\displaystyle OZ}).
Любая из восьми областей, на которые пространство делится тремя взаимно перпендикулярными координатными плоскостями, называется октантом.

## Прямоугольная система координат в многомерном пространстве
Прямоугольная система координат может быть использована и в пространстве любой конечной размерности аналогично тому, как это делается для трехмерного пространства. Количество координатных осей при этом равно размерности пространства (в этом параграфе будем обозначать её {\displaystyle n}).
Для обозначения координат обычно применяют не разные буквы, а одну и ту же букву с числовым индексом. Чаще всего это:
{\displaystyle x_{1},x_{2},x_{3},\dots x_{n}.}
Для обозначения произвольной {\displaystyle i}-й координаты из этого набора используют буквенный индекс:
{\displaystyle x_{i},}
а нередко обозначение {\displaystyle x_{i},} используют и для обозначения всего набора, подразумевая, что индекс пробегает весь набор значений: {\displaystyle i=1,~2,~3,~\dots ~n.}
В любой размерности пространства прямоугольные координатные системы делятся на два класса, правые и левые (или положительные и отрицательные). Для многомерных пространств какую-то одну из координатных систем произвольно (условно) называют правой, а остальные оказываются правыми или левыми в зависимости от того, той же они ориентации или нет.
Обобщение понятий двумерного квадранта и трёхмерного октанта для {\displaystyle n}-мерного евклидова пространства — ортант или гипероктант.

## Прямоугольные координаты вектора
Для определения прямоугольных координат вектора (применимых для представления векторов любой размерности) можно исходить из того, что координаты вектора (направленного отрезка), начало которого находится в начале координат, совпадают с координатами его конца.
- Таким образом, например, координаты {\displaystyle (x,~y)} на рисунке 4 являются координатами вектора {\displaystyle {\vec {OA}}.}

Для векторов (направленных отрезков), начало которых не совпадает с началом координат, прямоугольные координаты можно определить одним из двух способов:
1. Вектор можно перенести так, чтобы его начало совпало с началом координат). Тогда его координаты определяются способом, описанным в начале параграфа: координаты вектора, перенесённого так, что его начало совпадает с началом координат, — это координаты его конца.
2. Вместо этого можно просто вычесть из координат конца вектора (направленного отрезка) координаты его начала.

- Для прямоугольных координат понятие координаты вектора совпадает с понятием ортогональной проекции вектора на направление соответствующей координатной оси.

В прямоугольных координатах очень просто записываются все операции над векторами:
Сложение векторов:
{\displaystyle \mathbf {a} +\mathbf {b} =(a_{1}+b_{1},a_{2}+b_{2},a_{3}+b_{3},\dots ,a_{n}+b_{n}),}
или:
{\displaystyle (\mathbf {a} +\mathbf {b} )_{i}=a_{i}+b_{i},}
Умножение вектора на скаляр:
{\displaystyle c\ \mathbf {a} =(c\ a_{1},c\ a_{2},c\ a_{3},\dots ,c\ a_{n}),}
или:
{\displaystyle (c\ \mathbf {a} )_{i}=c\ a_{i}.}
Отсюда вычитание:
{\displaystyle \mathbf {a} -\mathbf {b} =(a_{1}-b_{1},a_{2}-b_{2},a_{3}-b_{3},\dots ,a_{n}-b_{n}),}
или:
{\displaystyle (\mathbf {a} -\mathbf {b} )_{i}=a_{i}-b_{i},}
и деление на скаляр:
{\displaystyle {\frac {\mathbf {a} }{\lambda }}={\Big (}{\frac {a_{1}}{\lambda }},{\frac {a_{2}}{\lambda }},{\frac {a_{3}}{\lambda }},\dots ,{\frac {a_{n}}{\lambda }}{\Big )},}
или:
{\displaystyle {\Big (}{\frac {\mathbf {a} }{\lambda }}{\Big )}_{i}={\frac {a_{i}}{\lambda }}.}
(Это верно для любой размерности {\displaystyle n} и даже, наравне с прямоугольными, для косоугольных координат).
- Скалярное произведение векторов:

{\displaystyle \mathbf {a} \cdot \mathbf {b} =a_{1}b_{1}+a_{2}b_{2}+a_{3}b_{3}+\dots +a_{n}b_{n}},
или:
{\displaystyle \mathbf {a} \cdot \mathbf {b} =\sum \limits _{i=1}^{n}a_{i}b_{i},}
(Это справедливо только в прямоугольных координатах с равным масштабом по всем осям).
- Через скалярное произведение можно вычислить длину вектора:

{\displaystyle |\mathbf {a} |={\sqrt {\mathbf {a} \cdot \mathbf {a} }}}
и угол между векторами:
{\displaystyle \angle {(\mathbf {a} ,\mathbf {b} )}=\mathrm {arccos} {\frac {\mathbf {a} \cdot \mathbf {b} }{|\mathbf {a} |\cdot |\mathbf {b} |}}.}
Внешнее произведение векторов:
{\displaystyle (\mathbf {a} \land \mathbf {b} )_{ij}=a_{i}b_{j}-a_{j}b_{i},}
для любой размерности пространства,
- Векторное произведение (только для трёхмерного же пространства, на котором оно и определено):

{\displaystyle (\mathbf {a} \times \mathbf {b} )_{x}=a_{y}b_{z}-a_{z}b_{y}},
{\displaystyle (\mathbf {a} \times \mathbf {b} )_{y}=a_{z}b_{x}-a_{x}b_{z}},
{\displaystyle (\mathbf {a} \times \mathbf {b} )_{z}=a_{x}b_{y}-a_{y}b_{x}}.
Это позволяет свести все операции над векторами к достаточно простым операциям над числами.

## Орты
Прямоугольная система координат (любой размерности) также описывается набором ортов (единичных векторов), сонаправленных с осями координат. Количество ортов равно размерности системы координат и все они перпендикулярны друг другу. Такие орты образуют ортонормированный базис, притом.
В трёхмерном случае такие орты обычно обозначаются:
{\displaystyle \mathbf {i} ,} {\displaystyle \mathbf {j} } и {\displaystyle \mathbf {k} ,}
или
{\displaystyle \mathbf {e} _{x},} {\displaystyle \mathbf {e} _{y}} и {\displaystyle \mathbf {e} _{z}.}
Могут также применяться обозначения со стрелками ({\displaystyle {\vec {i}},} {\displaystyle {\vec {j}}} и {\displaystyle {\vec {k}}} или {\displaystyle {\vec {e}}_{x},} {\displaystyle {\vec {e}}_{y}} и {\displaystyle {\vec {e}}_{z}}) или другие в соответствии с обычным способом обозначения векторов в том или ином полиграфическом стиле.
При этом в случае правой системы координат действительны следующие формулы с векторными произведениями ортов:
{\displaystyle [\mathbf {i} \,,\mathbf {j} ]=\mathbf {k} ;}
{\displaystyle [\mathbf {j} \,,\mathbf {k} ]=\mathbf {i} ;}
{\displaystyle [\mathbf {k} \,,\mathbf {i} ]=\mathbf {j} .}
Для размерностей пространства более 3, (или для общего случая, когда размерность может быть любой) обычно для ортов применяют вместо этого обозначения с числовыми индексами, достаточно часто это:
{\displaystyle \mathbf {e} _{1},~\mathbf {e} _{2},~\mathbf {e} _{3},~\dots ~\mathbf {e} _{n},}
где {\displaystyle n} — размерность пространства.
Вектор любой размерности раскладывается по базису (координаты служат коэффициентами разложения):
{\displaystyle \mathbf {a} =a_{1}\mathbf {e} _{1}+a_{2}\mathbf {e} _{2}+a_{3}\mathbf {e} _{3}+\dots +a_{n}\mathbf {e} _{n},}
или:
{\displaystyle \mathbf {a} =\sum \limits _{i=1}^{n}a_{i}\mathbf {e} _{i},}
а для ортонормированного базиса координаты ещё и очень легко найти через скалярные произведения с ортами:
{\displaystyle a_{i}=\mathbf {a} \cdot \mathbf {e} _{i}.}